# Holoplatys kempensis
Holoplatys kempensis is een spinnensoort uit de familie springspinnen (Salticidae). De soort komt voor in het Noordelijk Territorium.